# Comparatico
Comparatico (o sangiovanni) è un termine che indica il rapporto intercorrente fra i due compari o le due commari (commaratico).
Il comparatico si può stringere in tre modi:
- facendo da testimoni alle nozze (cumpari o cummari d'aneddu = di anello);
- tenendo a battesimo un figlio dell'amico/a (cumpari i cuoppula ossia "di berrettino del neonato" o di San Giuvanni per il patronato sui battezzati di quest'ultimo);
- stringendo comparatico o commaratico nella notte del 24 giugno. I modi per stringere questo tipo di comparatico sono vari: sulle Madonie è uso scambiarsi un garofano rosso e mangiare insieme dopo aver recitato alcune formule per il comparatico; nel messinese la cerimonia avviene attraverso lo scambio di un confetto; in altri posti è uso bere un sorso d'acqua salata o intrecciare i capelli dei compari.

I primi due modi sono misti, ossia un uomo può divenire compare di una donna e viceversa, mentre il terzo viene solitamente usato per il comparatico di due soggetti dello stesso sesso.
Il più forte fra i vari comparatici è quello di san Giovanni, in cui si affida la propria amicizia al santo. Perché si decida di diventare compari o commari presupposto essenziale è uno stretto legame d'amicizia e una profonda fiducia.
In occasione della festa di san Giovanni (24 giugno) è d'uso in alcuni luoghi consegnare un regalo al compare o alla comare.
Il comparatico è un legame diffuso in buona parte dell'Italia meridionale: ad esempio in Campania esistono le figure di cumpare e cummara con dinamiche di rapporto sostanzialmente simili.